# Yeni Həyat (Xaçmaz)
Yeni Həyat è un comune dell'Azerbaigian situato nel distretto di Xaçmaz. Conta una popolazione di 3 503 abitanti.